# Mezinárodní meridiánová konference

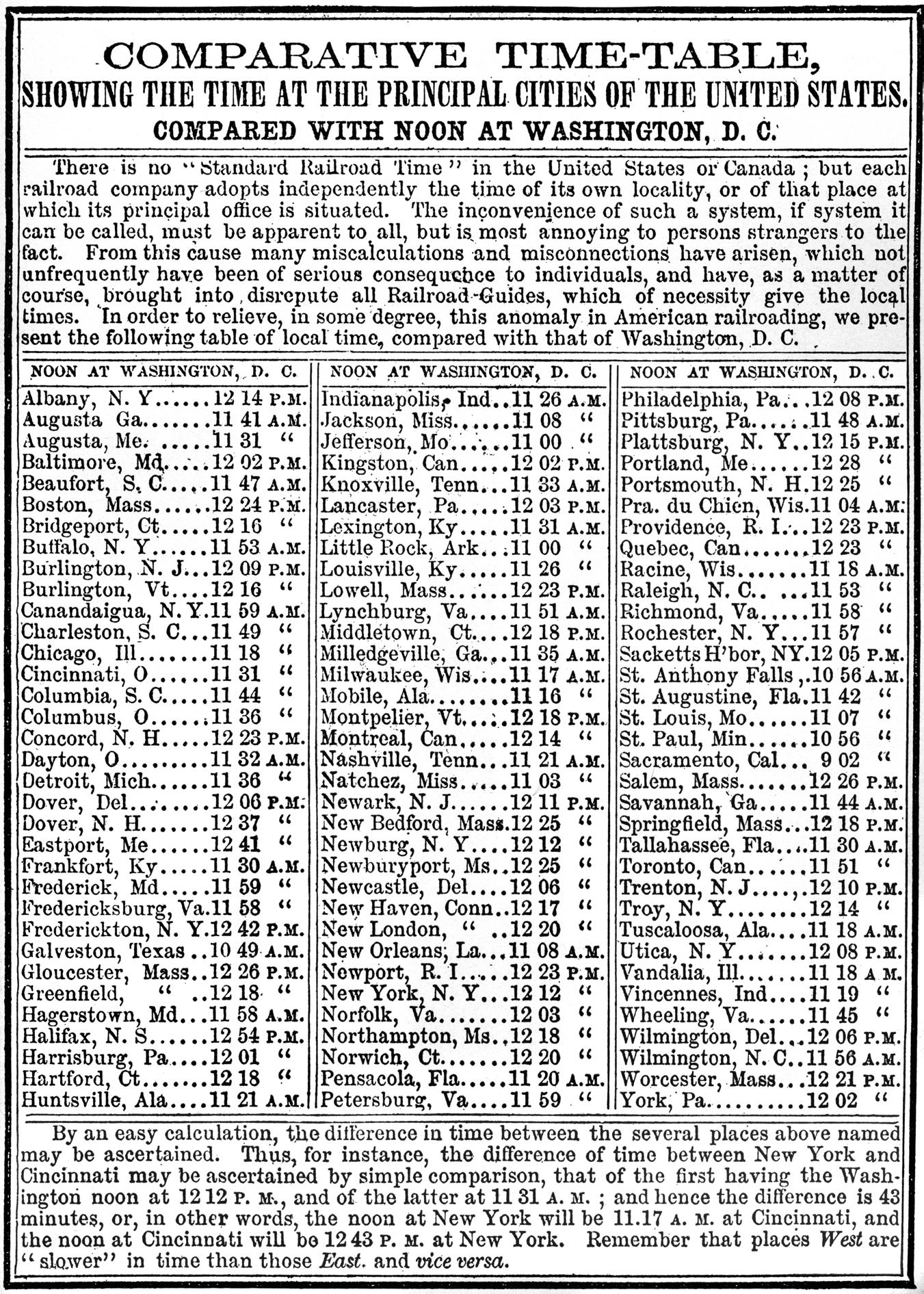
Místní časy ve velkých městech po celých Spojených státech, jak byly zveřejněny v roce 1857; v dokumentu se uvádí, že „ve Spojených státech nebo Kanadě neexistuje na železnici žádný standardní čas“

Mezinárodní meridiánová konference, oficiálně Mezinárodní konference konaná ve Washingtonu za účelem stanovení hlavního poledníku a univerzálního dne (anglicky International Conference Held at Washington for the Purpose of Fixing a Prime Meridian and a Universal Day), byla konference, která doporučila greenwichský poledník jako základní poledník pro mezinárodní standard určování zeměpisné délky. Konala se v říjnu 1884 ve Washingtonu, ve Spojených státech, na žádost amerického prezidenta Chestera A. Arthura.

## Pozadí
V 70. letech 19. století byl tlak jak na vytvoření hlavního poledníku pro celosvětové navigační účely, tak na sjednocení místních časů pro jízdní řády železnic. První Mezinárodní geografický kongres, který se konal v Antverpách v roce 1871, schválil návrh používat Greenwichský poledník na námořních mapách menšího měřítka s tím, že by se měl stát závazným do 15 let.
V době svolání konference byl už čas v některých oblastech standardizován. V Británii se začal čas standardizovat na železnici počínaje rokem 1840 a od roku 1848, kdy tento jednotný čas zveřejnil Bradshawův železniční průvodce, se téměř všechny železniční společnosti na ostrově Velká Británie řídily dle greenwichského středního času (GMT). Od roku 1868 platil standardní čas na Novém Zélandu, a to hodnotou definovanou pro oba hlavní ostrovy jako GMT+11½ hodiny a pro Chathamské ostrovy jako GMT+12¼. Na ruských železnicích byl výnosem z 26. ledna 1857 zaveden jednotný „Petrohradský čas“ GMT+02:01:18,7. Tento čas platil na železnici v celém Rusku bez ohledu na to, kde se příslušná lokalita nacházela.
V Severní Americe byly problémy mnohem závažnější, protože existovalo mnoho železničních společností. Standardizaci času významně posunuly návrhy Sandforda Fleminga, které publikoval mezi roky 1876 a 1879. Podle obdobného návrhu Americké metrologické společnosti za podpory Clevelanda Abbeho přijala organizace amerických železnic, která sdružovala provozovatele železnic ve Spojených státech a Kanadě, 11. října 1883 v Chicagu dohodu o sjednocení železničního času založeného na greenwichském středním čase. Tento čas rozdělený na čtyři zóny s hodinovým posunem byl zaveden 18. listopadu 1883.
Ve vědecké komunitě se však tyto návrhy nesetkávaly se všeobecným souhlasem a byl oponován Johnem Rodgersem, superintendantem námořní observatoře ve Washingtonu a britským královským astronomem Georgem Airym, protože založili telegrafní služby podporující místní čas v různých městech. Námořní observatoř také zmařila další přenos signálu Greenwichského času z Harvardu, kde byl přijímán přes transatlantický kabel a používán k měření času v Bostonu.
Konference navazovala na třetí mezinárodní geografický kongres konaný v Benátkách v roce 1881, který měl stanovení univerzálního nultého poledníku a jednotného standardu času na pořadu dne. Sedmá mezinárodní geodetická konference v Římě v říjnu 1883 obešla většinu technických detailů a nechala diplomatické dohody na pozdější konferenci. Konferenci svolal americký prezident Chester A. Arthur podle zákona z 3. srpna 1882, který zmocňuje prezidenta svolat mezinárodní konferenci, aby stanovila společný hlavní poledník pro čas a délku na celém světě. Pozvánky na washingtonskou konferenci byly dne 1. prosince 1883 zaslány všem státům, se kterými USA udržovaly diplomatické styky. Jejich rozeslání provázelo u Abbeho, Fleminga a Allena uspokojení z dokončeného díla.

## Účastníci
Na pozvání reagovalo 26 zemí, které delegovaly 41 zástupců. Na zahájení konference 1. října 1884 byla situace následující:
| Stát                                  | zástupce                     | titul, funkce                                                  | poznámka   |
| ------------------------------------- | ---------------------------- | -------------------------------------------------------------- | ---------- |
| Brazílie                              | Luís Cruls                   | Dr., ředitel Císařské observatoře v Riu de Janeiro             | přítomen   |
| Britské impérium Britská Indie Kanada | F. J. O. Evans               | Sir, kapitán Royal Navy                                        | přítomen   |
| Britské impérium Britská Indie Kanada | J. C. Adams                  | prof., ředitel Cambridgeské observatoře                        | přítomen   |
| Britské impérium Britská Indie Kanada | Richard Strachey             | generálporučík, člen Indické rady                              | přítomen   |
| Britské impérium Britská Indie Kanada | Sandford Fleming             | zástupce Kanadského dominia                                    | přítomen   |
| Dánsko                                | Carl Steen Andersen de Bille | ministr resident a generální konzul                            | nepřítomen |
| Francie                               | A. Lefaivre                  | zplnomocněný ministr a generální konzul                        | přítomen   |
| Francie                               | Pierre Janssen               | ředitel Pařížské fyzikální observatoře                         | přítomen   |
| Guatemala                             | Miles Rock                   | předseda hraniční komise                                       | přítomen   |
| Havajské království                   | W. D. Alexander              | Hon., vrchní geodet                                            | přítomen   |
| Havajské království                   | Luther Aholo                 | Hon., soukromý rada                                            | přítomen   |
| Chile                                 | Francisco Vidal Gormaz       | ředitel Hydrografického úřadu                                  | nepřítomen |
| Chile                                 | Alavaro Bianchi Tupper       | asistent ředitele                                              | nepřítomen |
| Itálie                                | Alberto De Foresta           | hrabě, první legační rada                                      | přítomen   |
| Japonsko                              | Dairoku Kikuči               | prof., děkan vědeckého oddělení Tokijské univezity             | přítomen   |
| Kolumbie                              | S. R. Franklin               | komodor U.S. Navy, superintendant Americké námořní observatoře | přítomen   |
| Kostarika                             | Juan Francisco Echeverria    | stavební inženýr                                               | přítomen   |
| Libérie                               | William Coppinger            | generální konzul                                               | nepřítomen |
| Mexiko                                | Leandro Fernandez            | stavební inženýr                                               | přítomen   |
| Mexiko                                | Angel Anguiano               | ředitel Mexické národní observatoře                            | přítomen   |
| Německo                               | H. von Alvensleben           | baron, mimořádný vyslanec a zplnomocněný ministr               | přítomen   |
| Německo                               | Hinckeldeyn                  | atašé německé legace                                           | nepřítomen |
| Nizozemsko                            | G. de Weckherlin             | mimořádný vyslanec a zplnomocněný ministr                      | nepřítomen |
| Osmanská říše                         | Ahmet Rüstem Bey             | legační tajemník                                               | nepřítomen |
| Paraguay                              | John Stewart                 | kapitán, generální konzul                                      | přítomen   |
| Rakousko-Uhersko                      | Ignatz von Schäffer          | baron, mimořádný vyslanec a zplnomocněný ministr               | přítomen   |
| Rusko                                 | Kiril Vasiljevič Struve      | mimořádný vyslanec a zplnomocněný ministr                      | přítomen   |
| Rusko                                 | Ieronim Ivanovič Stěbnickij  | generálmajor ruského carského štábu                            | přítomen   |
| Rusko                                 | J. Kologrivov                | státní rada                                                    | přítomen   |
| Salvador                              | Antonio Batres               | mimořádný vyslanec a zplnomocněný ministr                      | přítomen   |
| Spojené státy americké                | C. R. P. Rodgers             | kontradmirál U.S. Navy                                         | přítomen   |
| Spojené státy americké                | Lewis Morris Rutherfurd      |                                                                | přítomen   |
| Spojené státy americké                | W. F. Allen                  | tajemník Všeobecné časové konvence amerických železnic         | přítomen   |
| Spojené státy americké                | W. T. Sampson                | komandér U.S. Navy                                             | přítomen   |
| Spojené státy americké                | Cleveland Abbe               | profesor, Americký úřad spojů                                  | přítomen   |
| Španělsko                             | Juan Valera                  | mimořádný vyslanec a zplnomocněný ministr                      | přítomen   |
| Španělsko                             | Emilio Ruiz del Arbol        | námořní atašé španělské legace                                 | přítomen   |
| Španělsko                             | Juan Pastorin                | důstojník španělského námořnictva                              | přítomen   |
| Švédsko                               | Carl Lewenhaupt              | hrabě, mimořádný vyslanec a zplnomocněný ministr               | přítomen   |
| Švýcarsko                             | Emil Frey                    | plukovník, mimořádný vyslanec a zplnomocněný ministr           | přítomen   |
| Venezuela                             | A. M. Soteldo                | Dr., chargé d'affaires                                         | přítomen   |

## Jednání
Předsedajícím byl jednomyslně zvolen admirál Rodgers. Jednání bylo stenografováno a na žádost konzula Lefaivra byl zápis překládán do francoužštiny. Na začátku se probíraly procedurální otázky. Diskuse se vedla o funkci sekretářů konference, kterými byli druhý den zvoleni pánové Strachey, Janssen a Cruls. Značný čas zabralo jednání ohledně možnosti přizvat na konferenci vědce momentálně přítomné ve Washingtonu. Nakonec dostal předsedající právo požádat se souhlasem delegátů přizvané odborníky o vyjádření. Dále se řešilo, zda se bude hlasovat podle zemí, nebo přítomných. Společné stanovisko nebylo nalezeno, a tak předsedající rozhodl držet se tradičního hlasování podle zemí.
O hlavním poledníku se začalo jednat hned druhý den. Byl to klíčový bod, jehož projednávání zabralo většinu času, nicméně velice záhy se delegáti jednomyslně shodli na usnesení, které má v konečné redakci číslo 1.
Francouzi požadovali, aby měl hlavní poledník přísně neutrální charakter, stejně jako je metr neutrální jednotkou. Protiargumenty byly vesměs praktického rázu:
1. Je žádoucí, aby hlavní poledník procházel nějakou observatoří, nejlépe již zřízenou, a v takovém případě není neutralita možná.[15]
2. Není žádoucí, aby datová čára, která je hlavnímu poledníku protilehlá, procházela civilizovanými oblastmi.[16] To byla reakce na Flemingův návrh, aby se zvolil poledník protilehlý Greenwichi, který oponovala především britská delegace.
3. Většina mezinárodních námořních map vychází z greenwichského poledníku. Měnit tento stav by bylo náročné a nepraktické.[17] Jako podpůrné argumenty byly předloženy údaje o množství lodí a příslušné tonáže zboží vyložené v největších přístavech setříděných podle dosud používaných nulových poledníků; grenwichskému poledníku tak připadly ⅔ lodí a 72 % nákladu.[18]

Současně diskutovanou, avšak méně důležitou otázkou bylo, jak se má zeměpisná délka počítat. Podle redakci usnesení z Říma se mělo počítat od 0° do 360°, což podporovala americká i britská delegace a také to byl názor Fleminga. Vyslanec Struve navrhl, aby se počítala od nultého poledníku do 180° oběma směry. Námitky, že to bude komplikovat výpočty a že to rozdělí svět na východní a západní polokouli, postupně utichly a výsledek se odrazil v usnesení číslo 3.
Významné diskuse probíhaly ohledně času. Stanovení univerzálního dne bylo druhým cílem konference a vycházelo z neoddělitelnosti zeměpisné délky a času. Vycházelo se ze závěrů konference v Římě, kde byl univerzální den definován shodně s astronomickým dnem. Stanovisko, že univerzální den má být shodný s běžným dnem podporoval Sandford Fleming a byl to rovněž názor ruské delegace. Jiní delegáti oponovali s tím, že stanovení místních regulací je mimo působnost konference. Aby nedošlo k zablokování, navrhl předsedající rozdělit problematiku do dvou bodů, takže ani jeden z krajních návrhů nebyl předložen k hlasování. Zatímco k definici univerzálního dne, kterou uvádí usnesení číslo 5, zavládla shoda s výjimkou toho, zda se v ní má explicitně jmenovat greenwichský poledník, ohledně místních časů se dále diskutovalo i hlasovalo. S nejmenším odporem se setkala vágní definice přijatá jako usnesení číslo 4, která výslovně vyjímá místní čas z univerzálního dne a bez dalšího vysvětlení používá termín standardní čas.
Bez větších kontroverzí se projednal návrh, aby astronomické a námořní dny začínaly o půlnoci. Tímto způsobem byl den definován už v některých státech, například Velká Británie posunula začátek námořního dne z poledne na půlnoc během bitvy u Trafalgaru v roce 1805.
O doporučení ohledně místních časů se jednalo znovu na konci konference. Základem byl Flemingův návrh zavést 24 standardních časů, posunutých oproti univerzálnímu času o celé násobky hodiny, který v poněkud pozměněné formě navrhl tajemník Allen. Allenovo vystoupení vycházelo ze závěrů Clevelandského zasedání Komise pro standardizaci času a hlavního poledníku, které se konalo v červnu 1884. Zmiňuje se v něm standardní čas, který je uvažován ve formě pásem jako čas posunutý o celé násobky hodiny oproti univerzálnímu času. Tím došlo ke smíšení pojmů standardního a pásmového času, což se projevilo v následující diskusi, kde padly návrhy na nastavení pásem tak malých, jako je 10 minut (2½°) (tedy 10 minut času, nikoli 10 minut obloukové míry). Nedosáhlo se žádného pokroku, protože se nevědělo, podle čeho se má rozhodovat. Také se vyskytly obavy, že jde o příliš velkou změnu týkající se běžných obyvatel, kteří jsou zvyklí měřit poledne podle Slunce, a že zavedení univerzálního dne poskytuje odborníkům dostatečný základ pro unifikaci času. Nakonec převážily námitky vznesené na předchozích jednáních, že konference je kompetentní pouze v mezinárodní úrovni, a nedošlo ani k hlasování o jednotlivých návrzích.
Hlasování probíhalo 13., 14. a 20. října 1884, což byl čtvrtý, pátý a šestý jednací den. Mezi jednotlivými hlasováním se ještě diskutovalo, ale spíše k předkládaným návrhům než obecně. Kromě toho přesedající seznámil účastníky s korespondencí, kterou konference obdržela; byly to jednak návrhy, který poledník zvolit za základní, jednak usnesení z různých lokálních odborných jednání. Nejdříve se hlasovalo o doporučení hlavního poledníku, které figuruje v konečné redakci jako usnesení číslo 2, a to podle francouzského návrhu:
Usnesení, že počáteční poledník by měl mít charakter absolutní neutrality. Měl by být zvolen výhradně tak, aby zajistil vědě a mezinárodnímu obchodu všechny možné výhody, a zejména by neměl přetínat žádný velký kontinent – ani Evropu, ani Ameriku.

Návrh nebyl přijat: pro – 3 (Brazílie, Francie, Santo Domingo); proti – 21. O témže bodu usnesení navrhujícím greenwichský poledník jako hlavní se hlasovalo následně: pro – 22; proti – 1 (Santo Domingo); zdržely se – 1 (Brazílie a Francie). Potom se hlasovalo o způsobu měření zeměpisné délky, což figuruje v konečné redakci jako usnesení číslo 3, a návrh byl přijat: pro – 14; proti – 5 (Itálie, Nizozemsko, Španělsko, Švédsko, Švýcarsko); zdržely se – 6 (Brazílie a Francie). O místním času, který v konečné redakci řeší usnesení číslo 4, se hlasovalo nejprve ve znění navrženém předsedajícím s dovětkem od italské delegace:
Usnesení, že konference neurčí systém, ve kterém lze nejlépe počítat místní čas, aby se co nejvíce shodoval s časem univerzálním; každý národ by si měl určit to, co mu vyhovuje. Ujednání o přijetí univerzálního času pro používání mezinárodních telegrafů se ponechává regulaci mezinárodnímu telegrafnímu kongresu.

Návrh nebyl přijat: pro – 6 (Itálie, Kolumbie, Nizozemsko, Paraguay, Španělsko, Švédsko, Švýcarsko); proti – 18; zdržely se – 1 (Rakousko-Uhersko). Poté se hlasovalo o poněkud méně určitém návrhu, který byl přijat: pro – 23; zdržely se – 2 (Německo, Santo Domingo). Ohledně univerzálního dne, kterého se v konečné redakci týká usnesení číslo 5, se nejprve hlasovalo ke švédskému protinávrhu:
Usnesení, že konference doporučuje jako výchozí bod pro univerzální hodinu a kosmický den střední poledne v Greenwichi, které se shoduje s okamžikem půlnoci nebo začátkem občanského dne na poledníku 12 hodin nebo 180° od Greenwiche. Univerzální hodiny se mají počítat od 0 do 24 hodin.

Návrh nebyl přijat: pro – 6 (Itálie, Nizozemsko, Rakousko-Uhersko, Švédsko, Švýcarsko, Turecko); proti – 14; zdržely se – 4 (Francie, Německo, Santo Domingo, Španělsko). Poté se hlasovalo o původním americkém návrhu, který byl přijat: pro – 15; proti – 2 (Rakousko-Uhersko, Španělsko); zdržely se – 7 (Francie, Itálie, Nizozemsko, Německo, Santo Domingo, Švédsko, Švýcarsko). Dalším bodem, o němž se mělo hlasovat, bylo doporučení definovat celosvětově den jako dobu od půlnoci do půlnoci. Tento návrh byl přijat jednomyslně. Francouzská delegace poté předložila návrh, který doporučoval zavést desítkovou soustavu do jednotek času a úhlu, jak se v konečné redakci promítlo do usnesení číslo 7. Ovšem předsedající uplatnil námitku, že deklarovaný účel konference ji omezuje na jednání o hlavním poledníku a z toho se odvíjejících zásad měření času, nikoli však o jednotkách, v jakých se to bude činit. S tímto názorem vyslovily souhlas britská a americké delegace; hlasovalo se následně a návrh prošel: pro – 13; proti – 9 (Británie, Guatemala, Havaj, Kolumbie, Kostarika, Libérie, Německo, Paraguay, USA); zdržely se – 2 (Rusko, Švédsko). Po vysvětlení, jak francouzská delegace tento článek interpretuje, se hlasovalo znovu s výsledkem: pro – 21; zdržely se – 3 (Guatemala, Německo, Švédsko).
Předposlední den (22. října) byl věnován schvalování záznamu v obou jazycích a přijetí dodatků k usnesením, což byly stávající dokumenty vydané před zahájením konference. V záznamu byly provedeny některé úpravy. Konference byla slavnostně zakončena 1. listopadu 1884.

## Usnesení
Dne 22. října 1884 přijala konference následující usnesení:
1. usnesení, že je názorem tohoto kongresu, že je žádoucí přijmout pro všechny národy jediný hlavní poledník, namísto mnoha počátečních poledníků, které nyní existují.
2. usnesení, že konference navrhuje zde zastoupeným vládám přijetí poledníku procházejícího hlavním pasážníkem na observatoři v Greenwichi jako počátečního poledníku pro zeměpisnou délku.
3. usnesení, že délka od tohoto poledníku se počítá ve dvou směrech až do 180 stupňů, přičemž východní délka je kladná a západní délka záporná.
4. usnesení, že konference navrhuje přijetí univerzálního dne, který nebude narušovat používání místního anebo standardního času tam, kde je to žádoucí, a to pro všechny účely, pro něž to může být vhodné.
5. usnesení, že tento univerzální den má být středním slunečním dnem; má začínat pro celý svět v okamžiku střední půlnoci počátečního poledníku, který se shoduje se začátkem občanského dne a datem tohoto poledníku; a má se počítat od nuly do dvaceti čtyř hodin.
6. usnesení, že konference vyjadřuje naději, že jakmile to bude možné, budou astronomické a námořní dny všude uspořádány tak, aby začínaly o půlnoci.

7. usnesení, že konference vyjadřuje naději, že technické studie určené k regulaci a rozšíření aplikace desítkové soustavy na dělení úhlového prostoru a času budou obnoveny, aby bylo umožněno rozšíření této aplikace na všechny případy, ve kterých představuje skutečnou výhodu

## Důsledky
Pokud jde o otázku univerzálního času, potvrdil se Flemingův názor, který sdělil jednomu z vedoucích komisí: „Soudím, že nejjednodušší postup, jakým lze dosáhnout úspěchu, je mít nejdříve hlavní standardní čas na základě hlavního poledníku, který se bude používat pro nelokální účely; potom mít dvacet čtyři sekundárních standardních časů pro místní měření." Návrh časových pásem, který publikoval Fleming již v roce 1879, obsahoval jejich písmenné zkratky, které se užívají dodnes. Na rozdíl od všeobecného přesvědčení, konference žádné doporučení ohledně časových pásem nepřijala.
Většina evropských zemí srovnala své hodiny s Greenwichem během deseti let, Švédsko a Severní Amerika tak již učinily a trend pokračoval. Rakousko-Uhersko zavedlo středoevropský čas na poštách a železnici 1. října 1891, což přijala i velká města jako Praha a Budapešť; Vídeň se připojila až 1. dubna 1893. Francouzi odmítali používat název „Greenwich“, místo toho až do roku 1911 používali výraz „Pařížský střední čas zpomalený o 9 minut a 21 sekund.“ Greenwichský poledník přijali jako začátek univerzálního dne teprve v onom roce. Následujícího roku svolali druhou konferenci k řešení zjevných rozdílů mezi různými observatořemi, což vedlo k založení Bureau International de l'Heure po první světové válce. Francie se potom zasloužila o definici koordinovaného světového času (UTC) v roce 1978 a tím nakonec tento název nahradila.
Stanovení místních časů nebylo součástí působnosti konference a právně se ve Spojených státech zakotvilo až v roce 1918.
Astronomický den byl s účinností od 1. ledna 1925 usnesením nově vzniklé Mezinárodní astronomické unie posunut z poledne, dvanáct hodin po půlnoci, na půlnoc.